# Chaco ansilta
Espèce
Chaco ansilta est une espèce d'araignées mygalomorphes de la famille des Pycnothelidae.

## Distribution
Cette espèce est endémique de la province de Mendoza en Argentine,.

## Description
Le mâle holotype mesure 4,5 mm et la femelle paratype 6,80 mm.

## Systématique et taxinomie
Cette espèce a été décrite par Ferretti en 2014.

## Étymologie
Son nom d'espèce lui a été donné en référence aux Ansiltas.

## Publication originale
- Ferretti, 2014 : « Chaco ansilta new species from Mendoza province, Western Argentina (Araneae: Nemesiidae). » Anais da Academia Brasileira de Ciências, vol. 86, no 4, p. 1887-1898 (texte intégral).